# Facilitación ecológica
En ecología, la facilitación describe interacciones entre especies que benefician al menos a uno de los participantes sin causar daño a ninguno de ellos. La facilitación puede caracterizarse como mutualista, cuando ambas especies se benefician, o comensalista, en la cual una especie se beneficia sin perjudicar a la otra. Buena parte de la teoría ecológica clásica (p. ej., la selección natural, la separación de nicho, y la dinámica de metapoblación) se ha centrado en interacciones negativas como depredación y competencia, sin embargo, más recientemente la investigación en ecología se está centrando en relaciones positivas (de facilitación).
La ecología evolutiva se ha interesado en saber por qué se dan las interacciones de facilitación en lugar de competencia y se ha encontrado que la facilitación o cooperación de una especie sobre otra tiene que ver con el estrés ambiental al que están expuestas las especies como propone el paradigma de mutualismo parasitismo continuo. Aunque la facilitación también podría ser el reflejo de un altruismo pasivo en el que las especies no pueden gastar energía en competir porque invierten todos sus recursos en tratar de sobrevivir a las condiciones ambientales hostiles.

## Categorías

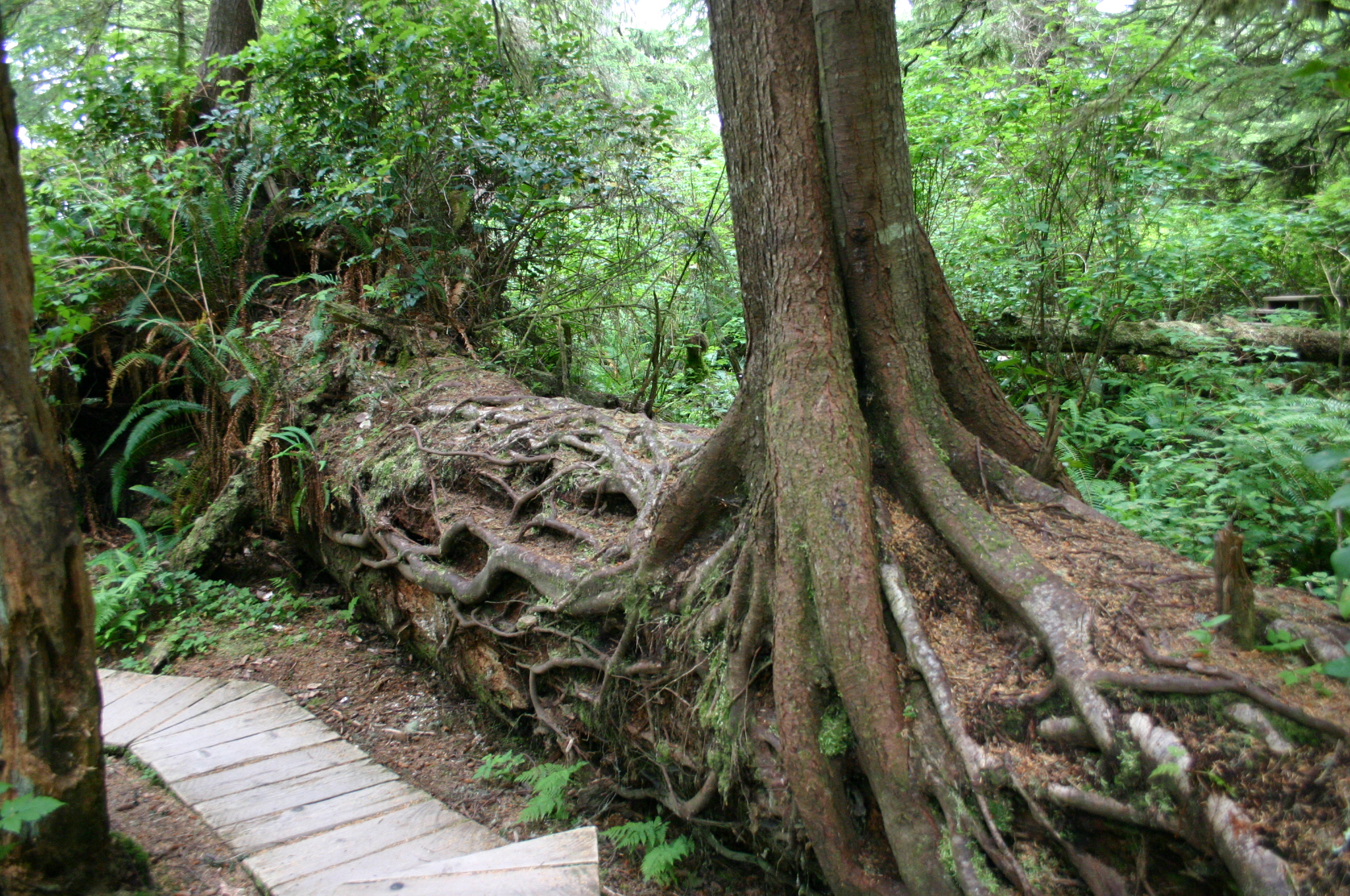
Tronco nodriza en donde crece un árbol de abeto occidental.

Hay dos categorías básicas de interacciones de facilitación:
- El mutualismo es una interacción entre especies que es beneficiosa para ambas. Un ejemplo familiar de mutualismo es la relación entre la floración de plantas y sus polinizadoras.[5][6] Las plantas se benefician dado que su polen es esparcido entre flores, mientras que el polinizador recibe una forma de nutrimento, proveniente del néctar o del polen.
- El comensalismo es una interacción en la cual se beneficia una especie y la otra no se ve afectada. Las plantas epífitas (plantas que crecen en otras plantas, normalmente árboles) tienen una relación de comensal con su planta anfitriona porque la epífita se beneficia en alguna manera (p. ej., al evitar la competencia con plantas terrestres o para obtener mayor acceso a la luz solar) mientras la planta anfitriona no parece ser afectada.[6]

La facilitación es un proceso ecológico de importancia que produce efectos de nivel comunitario a través de interacciones individuales. La facilitación puede impactar la estructura comunitaria, la diversidad, y la capacidad de invadir nuevos espacios debido a que mejora la dispersión, aumenta el acceso a recursos, y proporciona protección contra, predadores y competidores.